# Bol'šebereznikovskij rajon
Il Bol'šebereznikovskij rajon (in russo Большеберезниковский район?) è un municipal'nyj rajon della Repubblica Autonoma di Mordovia, nella Russia europea.